# Laisa
Laisa este un district al orașului Battenberg (Eder) din landul Hessa, Germania.